# 야마사키 도요코
야마사키 도요코(일본어: 山崎 豊子, 1924년 11월 3일 ~ 2013년 9월 29일)는 일본의 소설가이다. 오사카시에서 태어났으며 교토여자대학에서 국문학과를 졸업하였다. 본명은 스기모토 도요코(일본어: 杉本 豊子).

## 생애
마이니치 신문사에 입사하여 당시 학예부부장이었던 이노우에 야스시(井上靖)의 아래에서 기자로서의 훈련을 받았다. 근무하면서 소설을 쓰기 시작해 1957년 <커튼>을 간행하였다. 다음해 <꽃포렴>에 의해 제39회 나오키상(直木三十五賞)을 받았다. 이후 신문사를 퇴사하고 작가의 길을 간다.
1963년에 연재를 시작한 <하얀 거탑>은 날카로운 사회성으로 영화화, 드라마화해 성공했다. <불모지대>, <두개의 조국>, <대지의 아이>의 전쟁 3부작을 냈고 이후 <가라앉지 않는 태양>을 발표했다. 1991년 기쿠치 간상(菊池寛賞)을 받았다. 월간지 <분게이슌주(文藝春秋) 2005년 1월호부터 <운명의 사람>을 연재하기 시작했다.
사회의 암부를 날카롭게 도려낸 소설로서 호평을 받기도 하지만 픽션에 실화를 포함시키는 기법은 격렬한 비판을 받기도 하였다. 한편에선 도작의 의혹을 제기하는 경우도 있다.
<하얀 거탑>을 내고 은퇴를 생각했지만 '작가는 죽을 때까지 계속 계속 쓰는 것이다'라고 주위에서 만류해서 집필을 계속하고 있다. 서재를 '감옥'이라 부르고 작품을 끝내면 '출옥!'이라고 말하면서 기뻐한다고 한다.
이후 2013년 9월 29일 새벽에 90세를 일기로 타계했다.

## 작품
| 제목           | 원어         | 연도            | 비고           |
| -------------- | ------------ | --------------- | -------------- |
| 커튼           | 暖簾         | 1957년          |                |
| 꽃포렴         | 花のれん     | 1958년          |                |
| 도련님         | ぼんち       | 1959년          |                |
| 여자의 훈장    | 女の勲章     | 1961년          |                |
| 여계가족       | 女系家族     | 1963년          | 드라마, 영화화 |
| 화문           | 花紋         | 1964년          |                |
| 하얀 거탑      | 白い巨塔     | 1965년 ~ 1969년 | 드라마, 영화화 |
| 가장집단       | 仮装集団     | 1967년          |                |
| 화려한 일족    | 華麗なる一族 | 1973년          | 드라마, 영화화 |
| 불모지대       | 不毛地帯     | 1976년 ~ 1978년 | 드라마, 영화화 |
| 두개의 조국    | 二つの祖国   | 1983년          |                |
| 대지의 아이    | 大地の子     | 1991년          | 드라마화       |
| 지지 않는 태양 | 沈まぬ太陽   | 1999년          | 드라마, 영화화 |
| 운명의 인간    | 運命の人     | 2009년          | 드라마화       |